# Nespouls
Nespouls – miejscowość i gmina we Francji, w regionie Nowa Akwitania, w departamencie Corrèze.
Według danych na rok 1990 gminę zamieszkiwały 413 osoby, a gęstość zaludnienia wynosiła 21 osób/km² (wśród 747 gmin Limousin Nespouls plasuje się na 291. miejscu pod względem liczby ludności, natomiast pod względem powierzchni na miejscu 348.).